# Селби (Јужна Дакота)
Селби (енгл. Selby) град је у америчкој савезној држави Јужна Дакота.

## Демографија
По попису из 2010. године број становника је 642, што је 94 (-12,8%) становника мање него 2000. године.
| Група             | 2000.       | 2010.       |
| Белци             | 721 (98,0%) | 618 (96,3%) |
| Афроамериканци    | 0 (0,0%)    | 0 (0,0%)    |
| Азијати           | 0 (0,0%)    | 0 (0,0%)    |
| Хиспаноамериканци | 2 (0,3%)    | 3 (0,5%)    |
| Укупно            | 736         | 642         |